# Тахінг-ам-Зее
Тахінг-ам-Зее (нім. Taching am See) — громада в Німеччині, розташована в землі Баварія. Підпорядковується адміністративному округу Верхня Баварія. Входить до складу району Траунштайн. Складова частина об'єднання громад Вагінг-ам-Зее.
Площа — 26,76 км2. Населення становить 2140 ос. (станом на 31 грудня 2020).